# Taller
Taller est une commune du Sud-Ouest de la France, située dans le département des Landes (région Nouvelle-Aquitaine).
Ses habitants sont appelés les Tallésiens(nes).

## Géographie

### Localisation
Taller est une commune située dans les Landes de Gascogne dans le pays landais du Marensin.

### Communes limitrophes
Les communes limitrophes sont  Castets, Gourbera, Herm, Laluque, Lesperon et Rion-des-Landes.
|                           | Lesperon | Rion-des-Landes |
| Castets                   | Taller   | Laluque         |
| Herm (par un quadripoint) | Gourbera |                 |

### Hameaux et lieux-dits
Arraoucs, Barrere, Bel Air, Bourrut, Bourthoumilan, Camin, Castillon, Clucq, hameau traversé par la via Turonensis, Dupouy, Laborde, Labourd, Lacay, Mancot, Matilot, Morassin, Nord, Ouyé, Peyrot Quillac, Rey, Rouncaou, Aux Tucs, Tucs Bieilhs.

### Transports en commun
Pendant la période estivale un réseau de navette dessert la Communauté de communes Côte Landes Nature reliant les bourgs aux plages.

### Climat
Pour des articles plus généraux, voir Climat de la Nouvelle-Aquitaine et Climat des Landes.
Historiquement, la commune est exposée à un climat océanique aquitain.
En 2020, Météo-France publie une typologie des climats de la France métropolitaine dans laquelle la commune est exposée à un climat océanique et est dans la région climatique Littoral charentais et aquitain, caractérisée par une pluviométrie élevée en automne et en hiver, un bon ensoleillement, des hiver doux (6,5 °C), soumis à la brise de mer.
Pour la période 1971-2000, la température annuelle moyenne est de 13,3 °C, avec une amplitude thermique annuelle de 13,6 °C. Le cumul annuel moyen de précipitations est de 1 287 mm, avec 12,7 jours de précipitations en janvier et 7,6 jours en juillet. Pour la période 1991-2020, la température moyenne annuelle observée sur la station météorologique la plus proche, située sur la commune de Rion-des-Landes à 13 km à vol d'oiseau, est de 13,7 °C et le cumul annuel moyen de précipitations est de 1 182,9 mm,. Pour l'avenir, les paramètres climatiques de la commune estimés pour 2050 selon différents scénarios d'émission de gaz à effet de serre sont consultables sur un site dédié publié par Météo-France en novembre 2022.

## Urbanisme

### Typologie
Au 1er janvier 2024, Taller est catégorisée commune rurale à habitat dispersé, selon la nouvelle grille communale de densité à sept niveaux définie par l'Insee en 2022.
Elle est située hors unité urbaine. Par ailleurs la commune fait partie de l'aire d'attraction de Dax, dont elle est une commune de la couronne,. Cette aire, qui regroupe 60 communes, est catégorisée dans les aires de 50 000 à moins de 200 000 habitants,.

### Occupation des sols

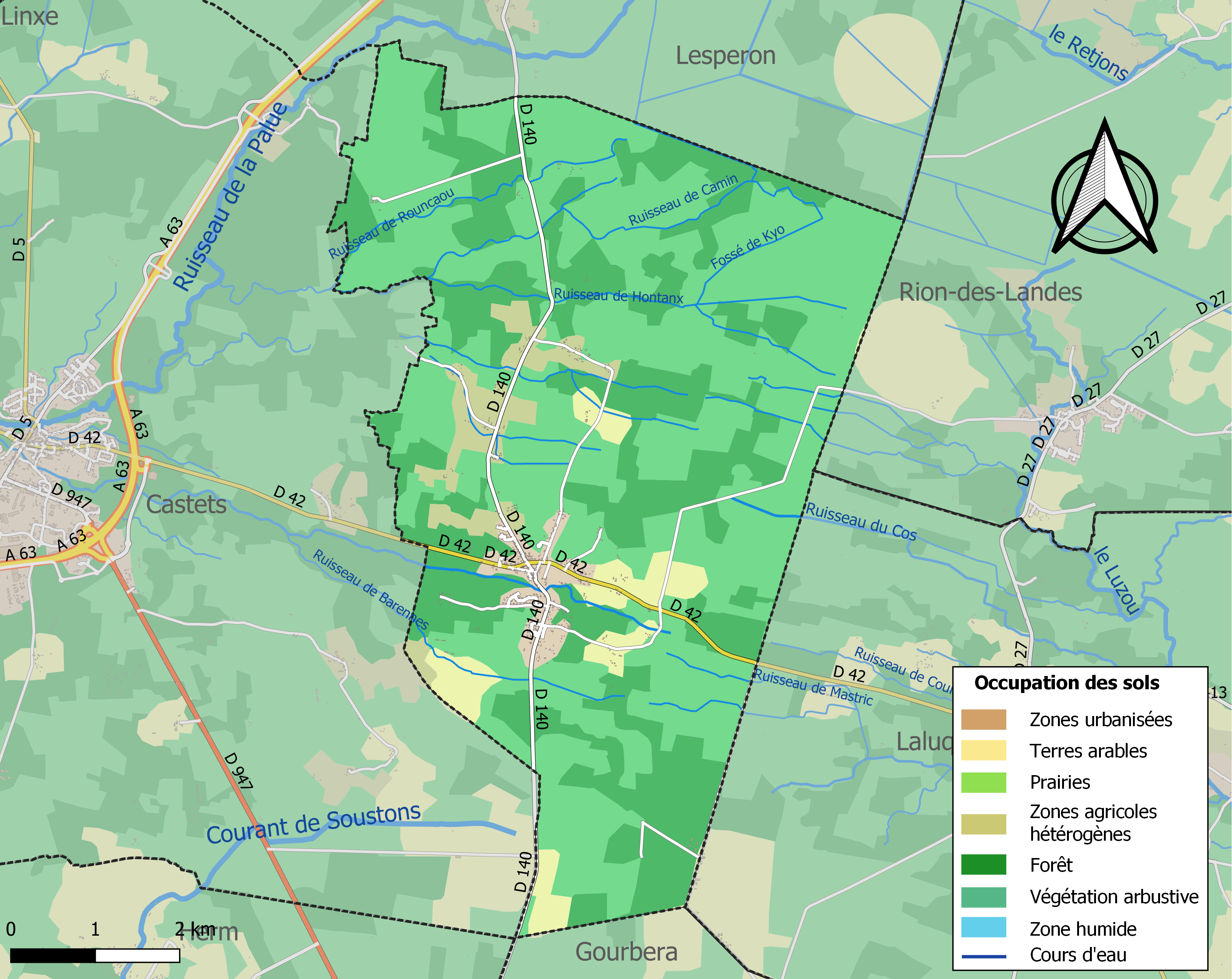
Carte des infrastructures et de l'occupation des sols de la commune en 2018 (CLC).

L'occupation des sols de la commune, telle qu'elle ressort de la base de données européenne d’occupation biophysique des sols Corine Land Cover (CLC), est marquée par l'importance des forêts et milieux semi-naturels (88,7 % en 2018), en diminution par rapport à 1990 (93,3 %). La répartition détaillée en 2018 est la suivante : milieux à végétation arbustive et/ou herbacée (57,6 %), forêts (31,1 %), terres arables (4,8 %), zones agricoles hétérogènes (4,1 %), zones urbanisées (2,4 %). L'évolution de l’occupation des sols de la commune et de ses infrastructures peut être observée sur les différentes représentations cartographiques du territoire : la carte de Cassini (XVIIIe siècle), la carte d'état-major (1820-1866) et les cartes ou photos aériennes de l'IGN pour la période actuelle (1950 à aujourd'hui).

### Risques majeurs
Le territoire de la commune de Taller est vulnérable à différents aléas naturels : météorologiques (tempête, orage, neige, grand froid, canicule ou sécheresse), feux de forêts, mouvements de terrains et séisme (sismicité très faible). Un site publié par le BRGM permet d'évaluer simplement et rapidement les risques d'un bien localisé soit par son adresse soit par le numéro de sa parcelle.
Taller est exposée au risque de feu de forêt. Depuis le 20 avril 2016, les départements de la Gironde, des Landes et de Lot-et-Garonne disposent d’un règlement interdépartemental de protection de la forêt contre les incendies. Ce règlement vise à mieux prévenir les incendies de forêt, à faciliter les interventions des services et à limiter les conséquences, que ce soit par le débroussaillement, la limitation de l’apport du feu ou la réglementation des activités en forêt. Il définit en particulier cinq niveaux de vigilance croissants auxquels sont associés différentes mesures,.
Les mouvements de terrains susceptibles de se produire sur la commune sont des tassements différentiels.

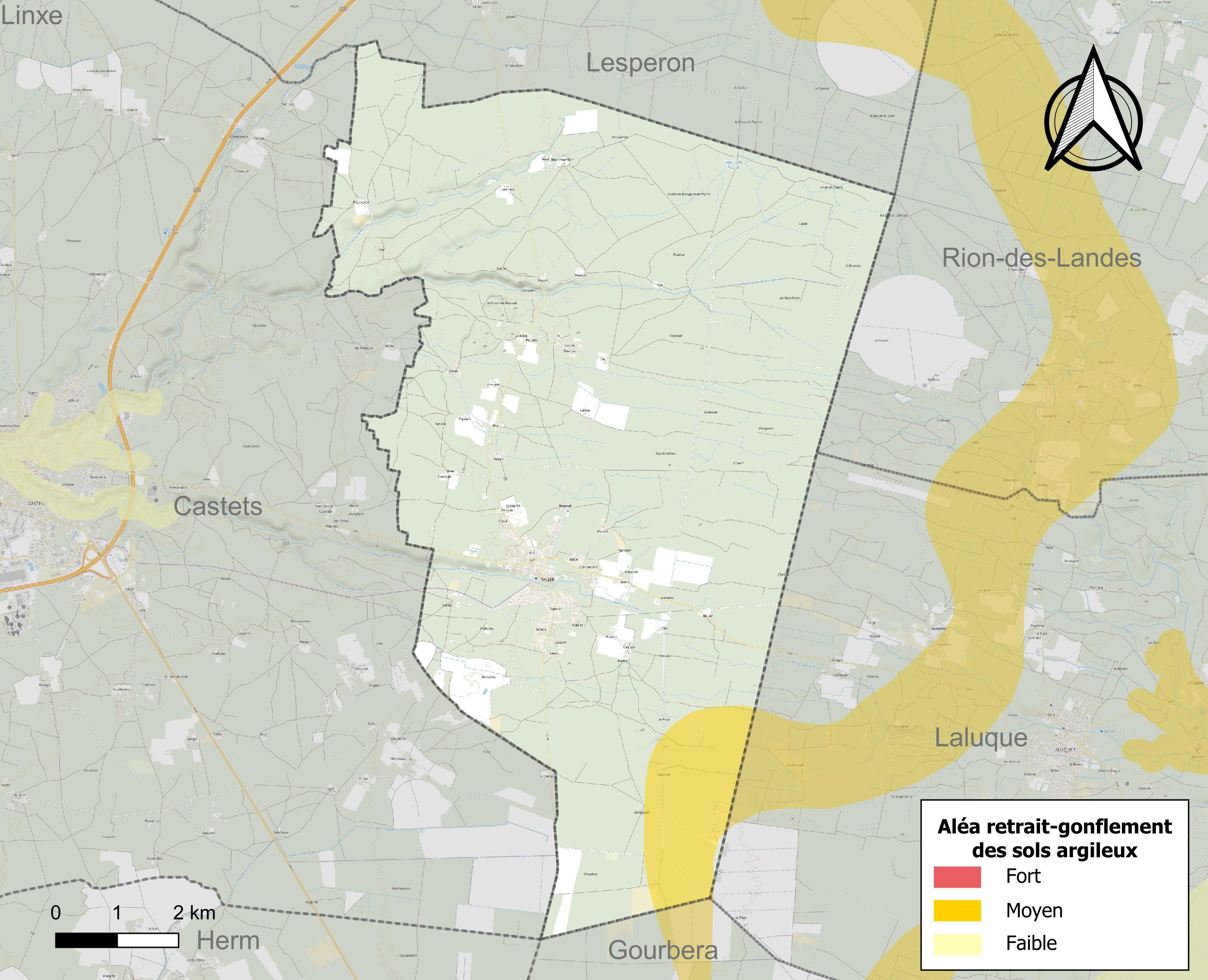
Carte des zones d'aléa retrait-gonflement des sols argileux de Taller.

Le retrait-gonflement des sols argileux est susceptible d'engendrer des dommages importants aux bâtiments en cas d’alternance de périodes de sécheresse et de pluie. 5,2 % de la superficie communale est en aléa moyen ou fort (19,2 % au niveau départemental et 48,5 % au niveau national). Sur les 276 bâtiments dénombrés sur la commune en 2019, aucun n'est en aléa moyen ou fort, à comparer aux 17 % au niveau départemental et 54 % au niveau national. Une cartographie de l'exposition du territoire national au retrait gonflement des sols argileux est disponible sur le site du BRGM,.
La commune a été reconnue en état de catastrophe naturelle au titre des dommages causés par les inondations et coulées de boue survenues en 1999 et 2009 et par des mouvements de terrain en 1999

## Toponymie
Les formes anciennes de Taller sont Taleras (cartulaire de la cathédrale de Condom premier moitié du XIe siècle), Talleyras en 1356.

## Histoire

### Néolithique
Une pointe de flèche datant de cette époque fut découvert sur la commune.

### Antiquité
À partir du Ier siècle av. J.-C., une voie romaine reliant Bordeaux à Dax mentionnait dans l'itinéraire d'Antonin passait à proximité du bourg. Son tracé fut repris lors de la création des limites des paroisses. La voie part de la station relais de Coequosa (Sindères), elle est matérialisée par les frontières actuelles des communes de Rion et Lesperon, de Boos et Taller et de Laluque et Taller, puis elle part en direction d'Aquae Tarbelicae (Dax) en passant par Gourbera,.

### Moyen Âge
Au Xe siècle, la partie occidentale du duché de Gascogne est ruinée et sans défense et subit plusieurs raids vikings. En l'an 982, s'est déroulée la bataille de Taller, opposant Guillaume Sanche, duc de Gascogne à Airald, chef des Vikings, ceux-ci installés à Castets en étaient à leur troisième incursion, la dernière car vaincu cette fois-ci par le duc de Gascogne, leur chef Airald tué. La tradition veut que Gombaud de Gascogne, premier évêque de Gascogne et frère de Guillaume Sanche, ait participé à la bataille et soit mort au combat dans un vallon que l'on nomma la Fosse-Gimbaud,,,.
Les cartulaires de l'abbaye de Saint-Sever et de la cathédrale Saint-Pierre de Condom (début XIe siècle) font état de cette bataille qui s'est déroulée dans une lande rase (rictis acis in planitie Taleras dicta). Celui de Condom précise que pendant longtemps après le combat de nombreux ossements jonchaient la plaine,.
Sur le lieu de la bataille fut fondé au XIe siècle l'hôpital prieuré des chevaliers de Saint-Jacques de la Fosse-Guimbaud (mentionné dès 1274 « l'Hospitali de Hoce Guibaut ») construit en pierre sous Saint Louis pour accueillir les pèlerins, il se dressait au sommet d'un tuc au bord du ruisseau d'Escouriou à l'écart du village de Taller comme il en était l'usage à l'époque par peur des épidémies dont la peste. Le prieuré était affermé au prieur de Taller ainsi que le prieuré de l'hôpital de Boos. Au XIIIe siècle, l'hôpital de la Fosse-Guibaud donnait sept conques de froment aux chanoines de la grange de Bost (Boos),,.
Les chevaliers de Saint-Jacques à l'Epée Rouge (l'ordre de Santiago) ont été les premiers à y tenir un garnison pour la défense et les soins des pèlerins, plus tard l'hôpital était géré par l'ordre des Antonins,.
Principalement du XIIIe siècle au XVIe siècle, Taller était une étape sur les pèlerins de Saint Jacques de Compostelle sur la via Turonensis grâce à son hôpital et ses trois fontaines guérisseuses. Les pèlerins empruntaient plusieurs chemins, le plus important qui existe toujours aujourd'hui part de Lesperon, passe par l'hôpital de la Fosse-Guimbaud, traverse le bourg de Taller où si situent les fontaines guérisseuses et prend la direction de Gourbera où il y avait l'hôpital de Pouymartet. Le deuxième chemin qui finit par disparaitre au XVIIe siècle partait de Laharie, passait par Sindères, par Boos où il y avait un hôpital et puis rejoignait Taller.
À proximité de l'hôpital fut construite également au XIe siècle une chapelle placée sous le vocable de saint Jacques. Elle fut édifiée en l'honneur de l'évêque Gombaud qui serait mort pendant la bataille, la chapelle aurait été sa sépulture. La chapelle servit d'église paroissiale au habitant de Taller le temps de la construction de l'église Saint-Barthélemy au XIIe siècle,.
Dès la fin du Xe siècle, le territoire de la paroisse de Taller se composait de une seigneurie et deux petites seigneuries que l'on nommées des caveries (seigneurie foncière de petite importance). Au centre comprenant le bourg se trouvait la seigneurie de Taller, au sud de celle-ci se trouvait la caverie de Fébal de Lon, elle s'étendait sur 600 hectares et avait comme épicentre le quartier de Lacay, cette caverie succédait à la caverie de Talence. Au nord du bourg s'étendait la caverie du prieuré-hôpital de la Fosse-Guibaud, le prieur de Taller en était le seigneur cavier. Les deux caveries et la seigneurie faisait partie de la baronnie du Marensin, dans le duché de Vasconie,.
À la suite du mariage d'Aliénor d'Aquitaine avec Henri II Plantagenet d'Angleterre en 1152, le territoire de la Gascogne appartient à la couronne d'Angleterre pendant 300 ans. Les conflits entre Français et Anglais obligent les seigneurs locaux à créer des lieux fortifiées au XIVe siècle, lors de la guerre de Cent Ans.
Ainsi, l'église Saint-Barthélemy de Taller est fortifiée par les Anglais au XIVe siècle lorsqu'ils occupèrent les Landes de 1337 à 1453. La fortification se manifeste avec la construction du clocher-donjon de forme massive quadrangulaire renforcé par 4 contreforts aux angles, percés d'imposantes archères sur ses trois façades nord, sud et ouest. La nef est surmontée d'un chemin de ronde muni de meurtrières sur les façades nord et sud. Le mur de la propriété qui longe l'édifice côté sud permettait d'entraver l'avancée des ennemis arrivant du vallon et de les viser par les meurtrières,.

### Époque moderneXVIIe–XVIIIesiècle
Au XVIIe siècle Étienne De Jossis (1623-1681) conseiller du Roi et son fils Bernard de Jossis capitaine au régiment de Vermandois, sont les seigneurs de Taller et de la caverie de Fébal de Lon. Le dernier vend la caverie en 1720 à Denis Hyacinthe de Bonnefont juge de Castets. Son épouse Hélène de Lageste la cède à un parent, Jean du Poy en 1739. La famille Du Poy seront les seigneurs de la caverie jusqu'a la Révolution,.
L'essor du chemin de pèlerinage plus direct en passant par Castets au lieu de Taller à partir du XVe siècle, fit décroitre l'activité de l'hôpital de la Fosse-Guimbaud. Figurant encore au XVIIIe siècle comme halte sur la voie de Tours du chemin des pèlerins vers Compostelle, l'hôpital est uni aux hôpitaux de Dax en 1723 et finit par tomber en désuétude. À la suite de cette union, la paroisse de Taller prit l'ascendant et les prieurs s'appelèrent prieurs de Taller au lieu de prieurs de Fosse-Guimbaud,.

### La Révolution française
Après l'abolition des privilèges des droits féodaux, les familles seigneuriales De Jossis et Du Poy et le prieur cavier Cajayoux sont privés de leurs terres. À la suite de la création du département des Landes en 1790, les deux caveries de Taller et de Febal de Lon sont réunies pour former la nouvelle municipalité de Taller, intégrée au canton de Castets sous le contrôle administratif du district de Dax. En 1801, le district est supprimé et remplacé par l'arrondissement de Dax.
Cajayoux le dernier prieur de Taller et de Boos, ayant refusé le serment à la constitution civile du clergé, le prieuré de la Fosse-Guimbaud est supprimé. Ce qui autorise la municipalité de Taller le 27 janvier 1793, de permettre aux citoyens de prendre les pierres de l'hôpital et de la chapelle Saint-Jacques du monastère de la Fosse-Guibaud,. La même année, sur ordre du district de Dax, les cloches de l'église sont descendues pour l'armée afin d'être converties en canon. Seule la cloche fondue en 1730 par le fondeur Lamier est restée en place.

### La Révolution industrielle (XIXe–XXesiècle)
L'hôpital de la Fosse-Guimbaud est définitivement détruit en 1837, les derniers pierres ont servi à la construction du mur d'enceinte de l'actuel cimetière de Castets.
Le bas-côté nord de l'église Saint-Barthélemy est agrandi en 1842, une deuxième cloche est fondue en 1841 par le fondeur dacquois François-Dominique Delestan,.
Le 27 octobre 1890, la Société des chemins de fer d'intérêt local du département des Landes met en service les lignes Laluque-Tartas et Laluque-Linxe, créant une halte à Taller. Le 15 octobre 1909, la Société des chemins de fer du Born et du Marensin ouvre la ligne Linxe-Saint-Girons-en-Marensin, permettant de relier Tartas à Saint-Girons via une ligne longue de 49 km.
Le bâtiment regroupant la mairie, la poste et les écoles des garçons et des filles est inauguré en 1906, dessiné par l'architecte Alfred Dorlanne. L'architecte Albert Pommade réalise la salle de réunion en 1910,.
Sous l'impulsion de l'abbé Victor Doussy (1878-1953), l'église est massivement restaurée, une troisième cloche est fondue en 1900, la maitre autel et les fonts baptismaux sont installés en 1932 et les vitraux en 1934.

### Première guerre mondiale
Lors du conflit, 24 militaires Tallésiens sont morts entre 1914 et 1919, leurs noms sont inscrits sur une plaque dans l'église et sur le monument aux morts en face de la mairie, réalisé par l'architecte Albert Pommade en 1920 il se compose d'un pilier commémoratif surmonté d'un statue d'une femme casquée qui représente la France victorieuse drapée des couleurs de la nation, elle est sculptée par l'artiste Firmin Michelet,,

### Seconde guerre mondiale
Dès 1942 l'organisation Todt entame l'édification du Mur de l'Atlantique de la frontière hispano-française jusqu'au nord de la Norvège. Afin d'assurer l'approvisionnement des unités en munition l'Allemagne installe dans la forêt de Taller le deuxième plus grand dépôt d'armements et de munitions de la guerre en France. Le dépôt construit au lieu-dit des Trois Parcs à Taller, à proximité de la route départementale Pontonx-Castets (D42) et de la ligne ferroviaire Laluque-St-Girons, rassemble de nombreuses pièces d'artillerie de marine, des canons allemands de différents calibres, des canons français dont des Canon de 75 mm modèle 1924, des fusils et de très grandes quantités de poudre. Pour la Wehrmacht, ce dépôt est d'une importance capitale,.
Après la percée d'Avranches par les troupes du général Patton, les armées alliées se heurtent à une résistance acharnée des Allemands. Le 9 juillet l'état-major allemand réclame de l'armement et des munitions à destination de leurs troupes basées à Rennes. Il est décidé de l'acheminement depuis la gare de Laluque vers Rennes d'un stock d'armement du dépôt de Taller. Le train long de soixante-neuf wagon est constitué le 27 juillet 1944 et est saboté par le résistant du groupe de Pontonx Henri Ferrand. Ce sabotage a empêché l’artillerie allemande de Rennes de recevoir les munitions qu’elle attendait et permit ainsi au général Patton d’atteindre la ville le 4 août 1944. Ce dernier écrivit dans ses Cahiers de guerre que « La destruction du train de Laluque a provoqué avec le maximum d'opportunité l'asphyxie de l'artillerie allemande qui ne put s'opposer au franchissement de la Sélune par 100 000 hommes et 15 000 véhicules de l'armée américaine ». Churchill lui-même dira qu’il s’agissait là de « l’un des sabotages les plus spectaculaires de l’été 44 ». Après trois autres sabotages, les Allemands battues, finirent par faire sauter le dépôt de Taller,,.
Trois militaire Tallésiens sont morts lors des conflits, leurs noms sont sur le monuments aux morts.

### Epoque contemporaine
À l'occasion de fouilles sur le site de la Fosse-Guimbaud en 1983, permirent de découvrir plusieurs vestiges de la présence de cet hôpital et de la chapelle dont un carrelage ancien et divers objets dont une fibule en bronze. Une stèle est érigée en 2012 à proximité de l'hôpital,.
En 2013, une centaine d'obus furent découverts à l'emplacement du dépôt.

## Politique et administration
| Période                                  | Période  | Identité          | Étiquette | Qualité               |
| ---------------------------------------- | -------- | ----------------- | --------- | --------------------- |
| 1968                                     | 1989     | Paul Fosses       |           |                       |
| 1989                                     | 1995     | Yves Lafitte      |           |                       |
| 1995                                     | 2008     | Jean Castagnet    |           |                       |
| 2008                                     | 2020     | Yves Saint-Martin |           | Directeur de clinique |
| 2020                                     | En cours | Claire Luciano    |           |                       |
| Les données manquantes sont à compléter. |          |                   |           |                       |

## Démographie
L'évolution du nombre d'habitants est connue à travers les recensements de la population effectués dans la commune depuis 1793. Pour les communes de moins de 10 000 habitants, une enquête de recensement portant sur toute la population est réalisée tous les cinq ans, les populations de référence des années intermédiaires étant quant à elles estimées par interpolation ou extrapolation. Pour la commune, le premier recensement exhaustif entrant dans le cadre du nouveau dispositif a été réalisé en 2007.

En 2022, la commune comptait 680 habitants, en évolution de +12,58 % par rapport à 2016 (Landes : +5,78 %, France hors Mayotte : +2,11 %).
| 1793 | 1800 | 1806 | 1821 | 1831 | 1836 | 1841 | 1846 | 1851 |
| ---- | ---- | ---- | ---- | ---- | ---- | ---- | ---- | ---- |
| 408  | 363  | 332  | 448  | 516  | 523  | 527  | 581  | 594  |

| 1856 | 1861 | 1866 | 1872 | 1876 | 1881 | 1886 | 1891 | 1896 |
| ---- | ---- | ---- | ---- | ---- | ---- | ---- | ---- | ---- |
| 610  | 641  | 642  | 669  | 603  | 646  | 632  | 606  | 576  |

| 1901 | 1906 | 1911 | 1921 | 1926 | 1931 | 1936 | 1946 | 1954 |
| ---- | ---- | ---- | ---- | ---- | ---- | ---- | ---- | ---- |
| 572  | 564  | 579  | 536  | 488  | 467  | 453  | 418  | 414  |

| 1962 | 1968 | 1975 | 1982 | 1990 | 1999 | 2006 | 2007 | 2012 |
| ---- | ---- | ---- | ---- | ---- | ---- | ---- | ---- | ---- |
| 422  | 396  | 404  | 389  | 396  | 418  | 406  | 404  | 559  |

| 2017 | 2022 | - | - | - | - | - | - | - |
| ---- | ---- | - | - | - | - | - | - | - |
| 606  | 680  | - | - | - | - | - | - | - |

## Culture et patrimoine

### Lieux et monuments
- Stade de football de l'Amicale tallésienne.
- Église Saint-Barthélemy de Taller datant du XIIe siècle.
- Salle de réunion de 1910
- Lavoir datant du XIXe siècle, de forme ovale.
- Stèle de l'hôpital de la Fosse-Guimbaud

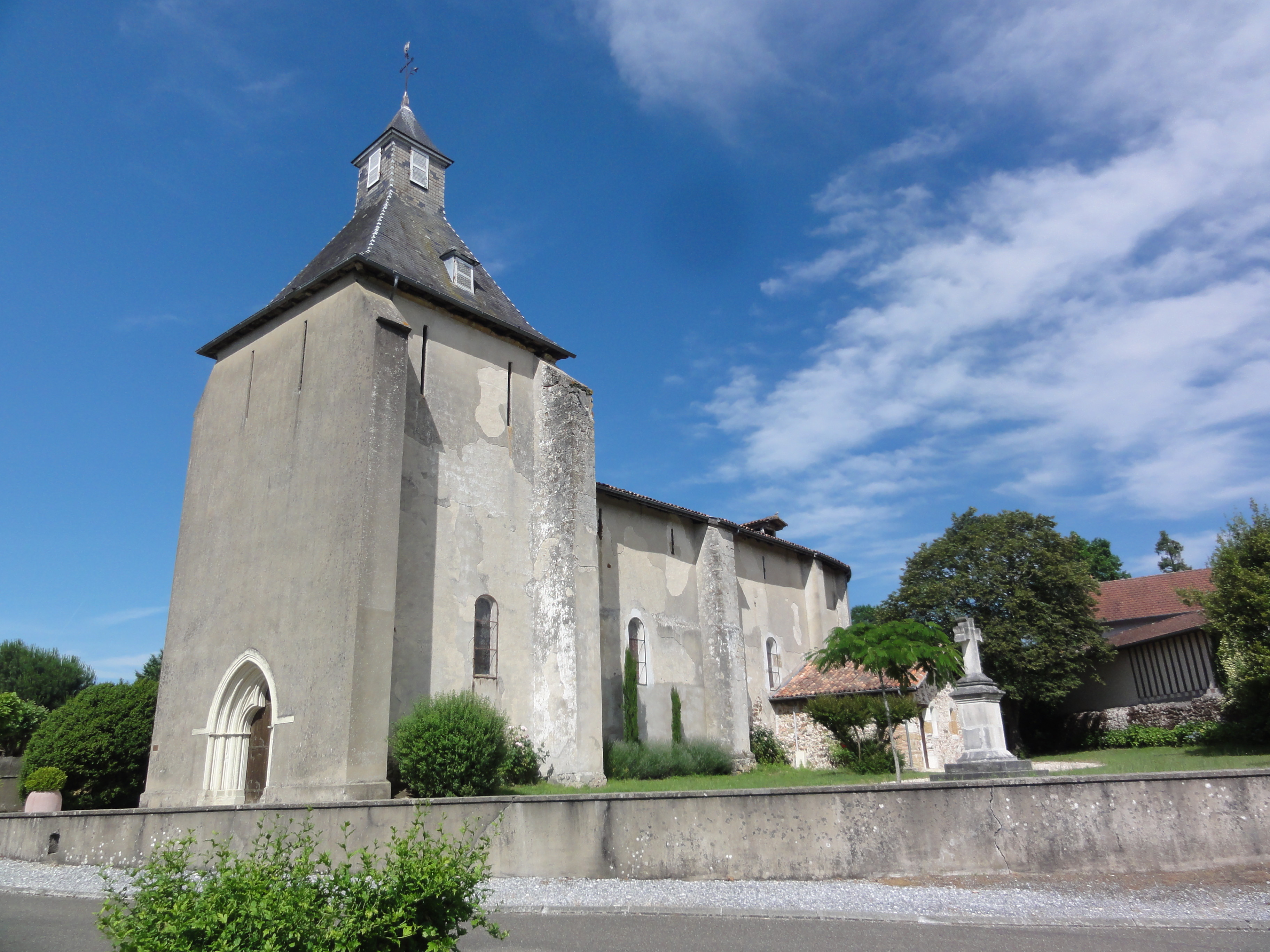
Église Saint-Barthélemy de Taller.

### Fontaines guérisseuses
Trois fontaines guérisseuses se situent sur la commune de Taller :
- La fontaine de Saint-Eutrope en contrepas de l'église, était le lieu d'un important pèlerinage jusqu'au milieu du XXe siècle, les personnes estropiées, rhumatisants ou soufrant des membres inférieurs venaient puiser son eau et demander guérison.
- La fontaine de lait, La houn de leit, en remontant le ruisseau du lavoir, dans la prairie de Merliton, les jeunes mères venaient y chercher une monté de lait salvatrice pour leurs nourrissons.
- La fontaine Saint-Jean située en propriété privée, était le lieu d'un pèlerinage le 24 juin jusqu'au milieu du XXe siècle, il était d'usage d'y jeter une pièce afin d'obtenir la guérison des maux gras des enfants, des boutons et autres blessures[61].

### Pèlerinage de Compostelle
Taller se trouve sur un itinéraire de la via Turonensis du pèlerinage de Saint-Jacques-de-Compostelle. On vient de Onesse-et-Laharie ; l'étape suivante est Dax.